# Rally de Ferrol de 2006
El Rally de Ferrol de 2006 fue la 37.º edición y la octava ronda de la temporada 2006 del Campeonato de España de Rally. Fue también puntuable para la Copa Citroën C2 y el Desafío Peugeot. Se celebró del 22 de septiembre al 23 de septiembre y contó con un itinerario de diez tramos que sumaban un total de 1575,2 km cronometrados.
Pedro Burgo logró con su Mitsubishi Lancer Evo IX dominar con claridad esta edición del rallye y adjudicarse la victoria con un vehículo de grupo N, algo que no sucedía en el campeonato de España desde el año 2003 cuando Dani Sordo ganó en Cantabria. Aunque Burgo sufrió un problema con el embrague y realizó algún trompo que le hizo temer por el triunfo consiguió aumentar su ventaja hasta el minuto frente al Renault Clio S1600 de Sergio Vallejo, segundo clasificado y el también Evo IX de «Rantur». Con este resultado Mitsubishi se hizo con el liderato del campeonato de marcas. Menos suerte tuvo Dani Solà que no acertó con los reglajes de su Citroën C2 S1600 que le impidieron pelear por las primeras posiciones y terminó en la quinta plaza. Delante suya y por apenas un segundo de diferencia acabó Miguel Ángel Fuster que a pesar de llegar a roda en segunda posición sufrió la rotura de la estabilizadora trasera que lo relegó a la cuarta plaza final. Con este resultado Solà y Fuster empataban a puntos en el campeonato nacional y a falta de dos pruebas por disputarse. Bastante más atrás y lejos de los de arriba finalizó Alberto Hevia que un pinchazo en los últimos compases le hizo perder dos minutos.

## Itinerario
| Día   | Tramo | Nombre                | Distancia |
| ----- | ----- | --------------------- | --------- |
| Día 1 | TC1   | Doroña-Vilarmaior     | 11.75 km  |
| Día 1 | TC2   | Monfero-Monfero       | 24.87 km  |
| Día 1 | TC3   | Doroña-Vilarmaior     | 11.75 km  |
| Día 1 | TC4   | Monfero-Monfero       | 24.87 km  |
| Día 1 | TC5   | Mandiá-Ferrol         | 7.23 km   |
| Día 1 | TC6   | Ferrol-Mandiá         | 7.23 km   |
| Día 1 | TC7   | San Sadurniño-Narahío | 11.71 km  |
| Día 1 | TC8   | As Somozas-Moeche     | 23.04 km  |
| Día 1 | TC9   | San Sadurniño-Narahío | 11.71 km  |
| Día 1 | TC10  | As Somozas-Moeche     | 23.04 km  |

## Clasificación final
| Pos. | Piloto                  | Copiloto             | Automóvil                  | Tiempo    | Diferencia |
| ---- | ----------------------- | -------------------- | -------------------------- | --------- | ---------- |
| 1.   | Pedro Burgo             | Marcos Burgo         | Mitsubishi Lancer Evo IX   | 1:48:19.1 | 0.0        |
| 2.   | Sergio Vallejo          | Diego Vallejo        | Renault Clio S1600         | 1:49:19.7 | +1:00.6    |
| 3.   | Jorge González «Rantur» | Álex Cid             | Mitsubishi Lancer Evo IX   | 1:49:32.3 | +1:13.2    |
| 4.   | Miguel Ángel Fuster     | José Vicente Medina  | Renault Clio S1600         | 1:49:51.4 | +1:32.3    |
| 5.   | Dani Solà               | Xavier Amigò         | Citroën C2 S1600           | 1:49:52.7 | +1:33.6    |
| 6.   | Alberto Hevia           | Alberto Iglesias     | Peugeot 206 S1600          | 1:53:10.6 | +4:51.5    |
| 7.   | Álvaro Muñiz            | César F. Blanco      | Mitsubishi Lancer Evo VIII | 1:53:16.1 | +4:57.0    |
| 8.   | Francisco José Suárez   | Mario Jesús Quintero | Mitsubishi Lancer Evo VIII | 1:54:45.0 | +6:25.9    |
| 9.   | José Fernando Rico      | Sergio Martínez      | Citroën C2 GT              | 1:56:37.9 | +8:18.8    |
| 10.  | Luis Miguel Dopico      | Pablo Candal         | Seat León Cupra R          | 1:58:09.6 | +9:50.5    |